# Minnie Baldock

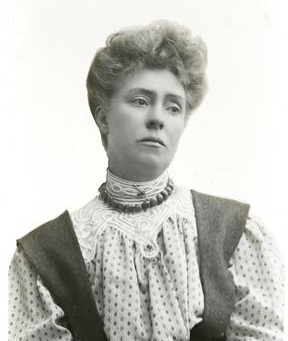
Foto von Minnie Baldock, gemacht von Colonel L. Blathwayt, dem Vater von Mary Blathwayt

Lucy Minnie Baldock (* 20. November 1864 in Bromley-by-Bow, London; † 10. Dezember 1954 in Hamworthy, nahe Poole) war eine britische Suffragette. Zusammen mit Annie Kenney begründete sie einen Zweig der Women's Social and Political Union in London. Sie ist ein Beispiel dafür, dass es unter den engagierten Suffragetten auch verheiratete Frauen aus der Arbeiterschicht gab, die Kinder zu betreuen hatten.

## Leben und Aktivismus
Lucy Minnie Rogers wurde 1864 in London (Bromley-by-Bow) geboren. Als Mädchen musste sie in einer Hemdenfabrik nähen. Sie heiratete 1888 und hatte zwei Söhne, Jack and Harry. Das East End von London war bekannt für seine ärmlichen Lebensbedingungen, so schlossen sich die Baldocks der Independent Labour Party (ILP) an, nachdem der Sozialist Keir Hardie 1892 ihr Abgeordneter im Unterhaus geworden war. Sie arbeitete mit Charlotte Despard und Dora Montefiore zusammen. Sie übernahm den lokalen Fonds für die Arbeitslosen, der verwendet wurde, um die ärgsten Härten zu mildern.  Frauen durften damals nicht Parlamentsmitglieder werden, aber die ILP wählte sie 1905 zu ihrer Kandidatin für das „West Ham Board of Guardians“ (Verwaltungsrat der Armenpflege in West Ham).
Baldock und Annie Kenney gründeten 1906 in Canning Town den ersten Zweig der Women's Social and Political Union, die damals noch ihre Basis in Manchester hatte. Zusammenkünfte wurden in der „Canning Town Public Hall“ abgehalten. Baldock besuchte am 21. Dezember 1905 eine Wahlkampfversammlung der Liberalen in der Royal Albert Hall, als 'Dienstmädchen' von Annie Kenney verkleidet (die einen Pelzmantel trug). Beide saßen in einer Loge, ließen ein Banner über das Geländer herunterhängen mit der Aufschrift 'Votes for Women' und machten sich mit lauten Rufe bemerkbar, was zu einer Störung führte. Am nächsten Tag besuchte Baldock zusammen mit Kenney und Teresa Billington Sir Henry Campbell-Bannerman, um ihn zu fragen, wann die Liberalen sich mit dem Frauenwahlrecht beschäftigen würden. Für Baldocks 'noble Haltung' gratulierte ihr Dora Montefiore in einer Postkarte.

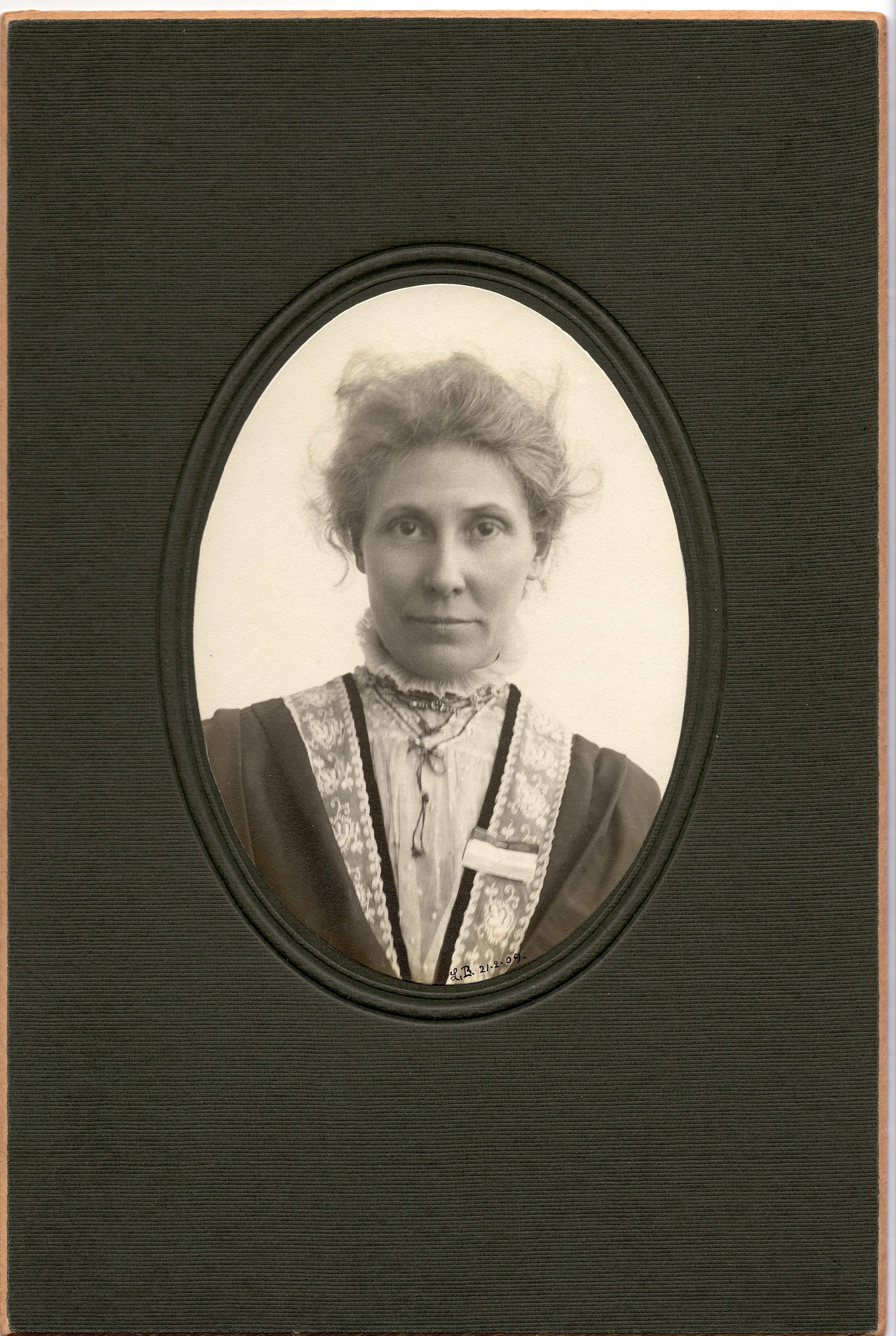
Minnie Baldock um 1910

Baldock wurde eine bezahlte Angestellte der WSPU. Zu den dortigen Sprecherinnen gehörten auch Emmeline Pethick-Lawrence, Annie Kenney und Flora Drummond. Am 23. Oktober 1906 wurde Baldock – zusammen mit Nellie Martel und Anne Cobden Sanderson – verhaftet wegen unpassenden Verhaltens während der Eröffnung des Parlaments. 1907 berichtete sie der Leitungsgruppe nach ihrem Besuch von Jane Sbarborough im Holloway-Gefängnis, dass sie über die Verständigsmöglichkeiten zwischen den Suffragetten, die zur gleichen Zeit eingesperrt waren, aber nicht miteinander sprechen durften, etwas gehört habe. Baldock war auch mit Christabel Pankhurst am Gefängnistor, um Flora Drummond und andere Entlassene zu unterstützen und sie zu einem feierlichen Hotel-Frühstück abzuholen. Sie sprach auch im Juni 1907 in einer heimatlichen Veranstaltung in Knightsbridge, die von Louise Eates, Kensington WSPU, veranstaltet wurde, und in einem Haus in Kensington mit Emmeline Pankhurst. Sara Jessie schrieb in ihrer Kampfschrift No Other Way die wichtige Aussage auf, warum sie sich engagierte: "To make the rich and idle women realise the difficulties that drive poor women to demand the vote". (deutsch: Um den reichen und müßigen Frauen die Schwierigkeiten deutlich zu machen, die arme Frauen dazu treiben, das Stimmrecht zu verlangen.)
Im November 1907 berichtete Baldock, dass sie aus einer Veranstaltung mit einem liberalen Parlamentsmitglied auf der Isle of Dogs hinausgeworfen worden war, aber sich draußen auf einen Stuhl gestellt und durch ein Fenster laut 'Votes for Women' hineingerufen habe. Im Sommer 1908 war sie in Nottingham mit Elsa Gye, um dort einen neuen Zweig der WSPU aufzubauen. Im April 1909 beging sie zusammen mit rund 500 Suffragetten ein Frühstück in Picadilly anlässlich der Entlassung von Mrs. Pethick-Lawrence aus der Haft.

## Gefängniserfahrungen

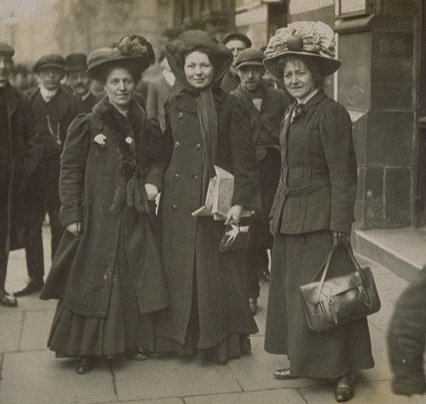
Minnie Baldock mit Christabel Pankhurst und Edith New (Aufnahmedatum unbekannt)

Baldock war bei den zwölf Frauen dabei, die im Februar 1908 zusammen mit Emmeline Pankhurst im Gänsemarsch durch die Straßen in Richtung auf das Parlament zogen und danach verhaftet wurden.  Ihre Absicht war, "to present a petition from the Conference at Caxton Hall, and to the refusal of the authorities to treat suffragist offenders as first-class misdemeanants." (deutsch: Ihre Absicht war, eine Petition von der Versammlung in der Caxton Hall zu überreichen und gegen die Weigerung der Autoritäten zu protestieren, den Suffragisten als Verurteilte die Erste-Klasse-Haft zu gewähren). Baldock wurden zusammen mit Mrs. Pankhurst und anderen verhaftet und des Widerstands und der Störung der öffentlichen Ordnung angeklagt:
„Miss Kenney and Mrs. Baldock, against whom there were previous convictions, were each fined £5, with the alternative of one month's imprisonment in the second division. Mrs. Pankhurst and the other defendants were each ordered to find sureties of £20 to be of good behaviour for twelve months, or to go to prison for six weeks in the second division. All the ten women chose to go to prison.“
(deutsch: Miss Kenney und Mrs. Baldock, die schon früher verurteilt worden waren, wurden jede mit 5 Pfund Strafe belegt oder der Alternative von einem Monat Haft im zweiten Grad. Mrs. Pankhurst und die anderen Angeklagten wurden angewiesen, Sicherheiten von 20 Pfund zu stellen, für 12 Monate ein gutes Verhalten zu zeigen oder für sechs Wochen im zweiten Grad in Haft zu gehen. Alle 10 Frauen wählten das Gefängnis.)
Baldock musste ihr zwei Jungen allein bei ihrem Vater lassen, während sie einen Monat im Gefängnis absaß und ihren Mit-Suffragetten half. Sie schickte eine Botschaft nach draußen, die am 1. März 1908 auf S. 82 in Votes for Women abgedruckt wurde:
„I love freedom so dearly that I want all women to have it, and I will fight for it until they get it“.
(deutsch: Ich liebe die Freiheit so sehr, dass ich sie für alle Frauen haben will. Und ich werde dafür kämpfen, bis sie diese sie bekommen.)
Im April dieses Jahres bot Emily Cobb (WSPU) an, die Kosten für eine Haushaltshilfe zu finanzieren, damit Baldock für die Arbeit freigesetzt werden konnte, die nur sie und viele andere nicht für die Sache tun konnte. Und im Mai war Baldock mit Annie Kenney in Bristol, um ein Haus nahe dem Veranstaltungsort anzumieten, wo der liberale Abgeordnete und "Irish Secretary of State" Augustine Birrell sprechen sollte. Dies sollte Elsie Howey und Vera Holme helfen, die sich über Nacht in der Halle des Hauses verstecken wollten, in die Veranstaltung zu gelangen. Im Oktober 1909 wurde Baldock wieder zusammen mit Flora Drummond und den Pankhursts in der Clements Inn verhaftet.

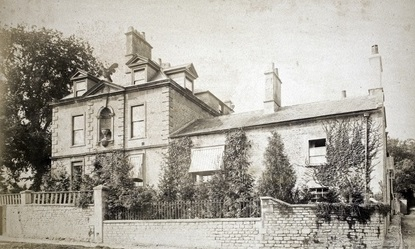
Das Eagle House um 1890, Zufluchtsstätte für Suffragetten

Als einer Suffragette, die im Gefängnis gewesen war, wurde ihr die Ehre zuteil, im Februar 1909 in Somerset einen Gedenkbaum in der Nähe des Eagle House pflanzen zu dürfen. Das Haus war der Familiensitz von Mary Blathwayts Eltern, die die Sache Frauenwahlrecht unterstützten. Ihr Vater nahm Andenkenfotos auf und sandte ihr im folgenden April Blumenstöcke für ihren Garten. (Siehe auch: Annie’s Arboretum)
Im folgenden Jahr sprach Baldock auf dem Wimbledon Common und machte eine von Minnie Turner bezahlte Reise nach Brighton, um Mary Clarke zu unterstützen, die dort im Sommer eine Woche lang eine Kampagne durchführte.
Im Jahr 1911 jedoch wurde bei Baldock Krebs diagnostiziert und sie musste sich einer Operation durch Louisa Aldrich-Blake unterziehen. Baldock erholte sich wieder, brach aber den Kontakt zu der immer militanter werdenden WSPU ab. Sie hielt jedoch Verbindung zu Edith How-Martyn und sie blieb ein Mitglied der „Church League for Women's Suffrage“. Mit dem Beginn des Jahres 1913 mussten sie und ihre Familie zeitweise nach Liverpool umziehen, weil ihre Söhne Arbeit in den Werften haben wollten. Vermutlich lebte sie anschließend mit ihrem Mann in Southampton.
Baldock nahm an der Beerdigung von Emmeline Pankhurst teil, trug die purpurnen, weißen und grünen Farben (1928) und war auch bei der Enthüllung der Statue von Emmeline 1930 dabei. Sie selbst lebte bis zum neunzigsten Lebensjahr und starb 1954 in Poole.

## Anerkennung nach dem Tod
Ihr Name und Bild (und jene von 58 anderen Unterstützern des Frauenwahlrechts) befinden sich auf dem Sockel der Millicent-Fawcett-Statue auf dem Parliament Square in London, die Ende 2018 enthüllt wurde.